# Kenken
Een kenken, ook wel calcudoku of rekendoku is een cijferpuzzel.
Een vierkant is verdeeld in velden, bijvoorbeeld 7 rijen en 7 kolommen. Ook grotere en kleinere vierkanten komen voor. 
In elk veld moet een cijfer worden ingevuld, zodanig dat in elke rij en elke kolom alle cijfers van 1 t/m het maximum een keer voorkomen (een Latijns vierkant dus).
De velden zijn gegroepeerd in vakken. In elk vak is aangegeven wat de som moet zijn van de cijfers in dat vak.
| 9+  | 9+  | 17+ | 17+ | 6+  | 6+ | 9+  |
| 5   | 9+  | 17+ | 17+ | 4   |    |     |
| 3+  | 9+  | 10+ | 10+ | 13+ | 6+ | 6+  |
| 3+  | 9+  | 9+  | 3+  | 13+ | 7  | 10+ |
| 10+ | 15+ | 2   | 3+  | 9+  | 9+ | 10+ |
| 10+ | 15+ |     | 7+  | 7+  | 6+ | 7+  |
| 4+  | 4+  | 11+ | 11+ | 5   | 6+ | 7+  |

In het voorbeeld heeft elk vak een kleur. Het lichtblauwe vak rechtsboven bestaat uit drie velden en de cijfers in die drie velden moeten samen 9 zijn. In een dergelijk L-vormig vak is het mogelijk dat meermalen hetzelfde cijfer voorkomt, de enige beperking is immers dat niet twee keer hetzelfde cijfer voorkomt in een enkele kolom or rij.

## Andere bewerkingen
Een kenken kan moeilijker worden gemaakt door niet alleen optellingen toe te staan. In een vak staat bijvoorbeeld 12× en dat betekent dat de cijfers in dat vak bij vermenigvuldiging 12 opleveren. Wordt er afgetrokken of gedeeld, dan moet de puzzelaar zelf uitzoeken in welke volgorde dat gebeurt.